# Битиев, Азамат Славикович
Азамат Славикович Битиев (родился 9 декабря 1989 во Владикавказе) — российский регбист осетинского происхождения, нападающий сборной России.

## Биография
До прихода в регби занимался вольной борьбой. Первым регбийным клубом был любительский «Сарматы» из Владикавказа.
После уехал на просмотр в «Красный Яр». Сначала был трудный период адаптации, травма и игра за дубль. В 2014 году перешел в «Новокузнецк» на правах аренды. В дебютном матче занес попытку как раз «Яру».
Вернувшись назад в Красноярск, застолбил за собой место в стартовом составе. Стал чемпионом и обладателем Кубка в 2015 году. В 2016 попал в символическую сборную чемпионата России по регби по версии сайта «Крайспорт. Спортивная жизнь Красноярского края».

### Карьера в сборной
Дебютировал в сборной в 2014 году на турнире в Гонконге. Участник Кубка Мира по регби 2019. 

## Достижения
- Чемпионат России:
  -  Чемпион России: 2015, 2020/21
  -  Серебряный призёр чемпионата России: 2016, 2017, 2018, 2019
- Кубок России:
  -  Обладатель Кубка России: 2015, 2018, 2019, 2020